# سربروس (قمر)
سربروس (به انگلیسی: Kerberos) (با نام‌های اس/۲۰۱۱ (۱۳۴۳۴۰) ۱ یا پی۴ نیز شناخته می‌شود) یک قمر طبیعی کوچک پلوتون است که در تاریخ ۲۰ ژوئیهٔ ۲۰۱۱ کشف شد. پس از کارون که در سال ۱۹۷۸ کشف شد و نیکس و هیدرا که در سال ۲۰۰۵ کشف شدند، پی۴ چهارمین قمر پلوتون می‌باشد.
سربروس دو تکه است، سطحی بسیار براق دارد و کوچک‌تر از آن چیزی است که تصور می‌شد، دوازده کیلومتر طول و چهار و نیم کیلومتر عرض دارد. سربروس تقریباً نیمی از نوری را که به آن می‌رسد منعکس می‌کند و این نشان می‌دهد که سطح یخی آن بسیار تمیز است. با پلوتون شصت هزار کیلومتر فاصله دارد، بین نیکس و هیدرا قرار دارد و فقط مدار هیدرا از آن نسبت به پلوتون دورتر است.